# 마스터셰프 아시아
《마스터셰프 아시아》는 아시아 13개 국가에서 2015년부터 방송되고 있는 TV 프로그램이다. 우승자는 상금 5만 달러와 자신만의 레시피를 책으로 낼 수 있는 기회를 얻게 된다. 싱가포르 출신의 우 와이 렁이 시즌1 우승을 차지했다.